# پرچم آزادی
پرچم آزادی نام یکی از مطبوعات استان فارس در دوران پهلوی اول است.
این روزنامه از سال ۱۳۰۵ خورشیدی به وسیله میرزا محمودخان، در شیراز به چاپ رسیده است.